# Mopienga
Mopienga est une commune rurale située dans le département de Manni de la province de la Gnagna dans la région de l'Est au Burkina Faso.

## Géographie
Mopienga est situé à 22 km au Nord-Est de Bogandé, le chef-lieu de la province, et à 20 km au Sud-Est de Manni, chef-lieu du département. La commune est distante de 16 km de la route nationale 18.

## Santé et éducation
Mopienga accueille un centre de santé et de promotion sociale (CSPS).